# Quitaúna

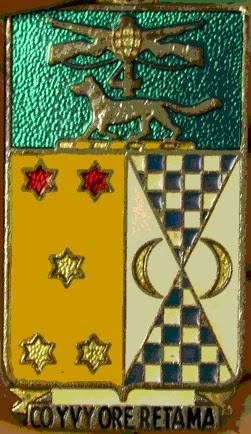

Quitaúna é um bairro da cidade de Osasco, estado de São Paulo.

## Quartel
O quartel de Quitaúna também conhecido como 4° Batalhão de Infantaria Leve (4º BIL), anteriormente o 4º Batalhão de Infantaria Blindado (4º BIB) e antigamente o 4º Regimento de Infantaria (4º RI) Regimento Raposo Tavares.
As instalações do 4º BIB estão em terras outroras pertecentes ao bandeirante Raposo Tavares, daí originar-se o nome: "Regimento Raposo Tavares".
Em sua história destacam-se duas passagens importantes. Foi do 4º BIB que o Capitão de Infantaria Carlos Lamarca desertou do Exército Brasileiro levando consigo dentro de uma própria viatura do Batalhão fuzis FAL 7.62 para se juntar aos movimentos de resistência ao governo militar.
Foi também do 4º BIB o soldado Mário Kozel Filho, que morreu vitimado por um ataque desses mesmos movimentos quando se encontrava de sentinela no Quartel General no Comando Militar do Sudeste.  
Conhecido como Regimento Raposo Tavares, pertence ao Ministério do Exército, atual Ministério da Defesa, Comando Militar do Sudeste (CMSE), 2ª D.E - 11ª Brigada de Infantaria Blindada - extinta Cia. Ped. do MT (Companhia de Pedestres do Mato Grosso de 1754)
Em seu pórtico, na entrada, existe as fotos dos soldados que mais se destacaram na unidade.
A Refinaria de Capuava foi ocupada em 1987.
Como um Batalhão de pronto emprego participou das mais diversas operações como por exemplo: a segurança das instalações da Polícia Federal na greve do ano de 1992. No ano de 1994, participou da segurança nos deslocamentos dos caminhões que transportavam a nova moeda (real) para os mais diversos destinos. No ano de 1995, ocupou a Refinaria de Capuava durante a greve dos petroleiros, e mais recentemente, participa ativamente da missão de paz das Nações Unidas no Haiti.